# Зигисмунд II (Анхалт)
Зигисмунд II (на немски: Sigismund Ii von Anhalt-Zerbst, † 22 май 1452) от род Аскани е княз на Анхалт-Цербст от 1405 до 1413 г. и от 1405 до 1452 г. княз на Анхалт-Десау.
Той е четвъртият син на Зигисмунд I (1341 – 1405), княз на Анхалт-Десау, и Юта († сл. 1411), дъщеря на граф Гебхард фон Кверфурт.
След смъртта на баща му през 1405 г. той го последва в управлението заедно с братята си Валдемар IV († 1417), Георг I и Албрехт V.
Зигисмунд се жени за Матилда († 1443), дъщеря на Бернхард VI, княз на Анхалт-Бернбург († 1468). Бракът е бездетен. След смъртта му той е последван от братята му Георг I († 1474), и Албрехт V († ок. 1469).